# 号外

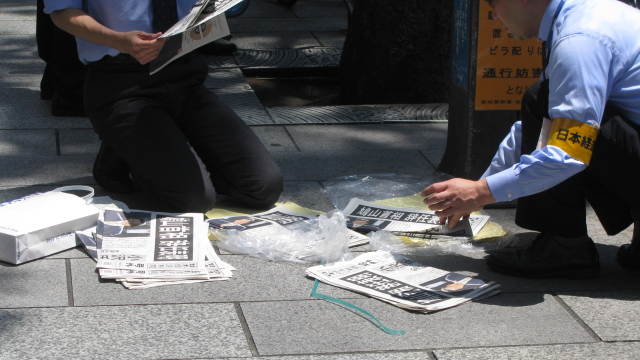
街頭配布の準備中（2010年6月2日、鳩山由紀夫内閣総理大臣の辞意表明時の号外）

号外（ごうがい、Newspaper Extra）とは、突発的な事件、事故、災害やスポーツの試合結果など、世間の関心度が高いと判断されるニュースを逸早く伝えるために、街頭で販売または配布される新聞である。
その性質上、発行は不定期でしかも突如編集および発行するものであり、日本では通常無料配布である。
本項では主に日本での号外に関する概観を記述する。

## 概説
新聞は通常、発刊の度に通し番号が付番されるが（例えば××年×××番など）、号外の場合は緊急特別の発刊であるため、「発刊番号の対象外」であるとされ、このため「号外」と呼ばれる。本紙では発刊番号が記載されている欄などには「号外」と記載される。
号外発行の判断は、新聞社により異なる。このため、ある社が号外を出したニュースであっても、別の社は出さないということは当然にしばしば起こることである。ニュースの内容は一般に国家的な関心事が多いが、地方紙においてはその発行地域に関わるニュース（例えば全国高等学校野球選手権大会の県代表決定など）に際して発行されることもある。
やや緊急性が薄いと思われるようなニュースであっても、例えば新聞の発行地域における重大な施設等の開設・改廃時などに号外が出されることがある。
号外は国立国会図書館にも所蔵されない上に、号外の紙面は縮刷版には収録されないことが多い。大事件等に際して発行されるので発行当時の世相を伝える貴重な歴史資料でもあるが、入手・閲覧の困難性と発行部数の稀少性があるため、収集の対象ともなっている。号外の紙面を収録した書籍については縮刷版を参照。
非常に稀だが、誤報で出される事もある。『産経新聞』電子版では、2011年7月7日の「江沢民元中国総書記死去」、2013年10月10日の「村上春樹、ノーベル文学賞受賞」と2回にわたり誤報で号外が出された。後者に関しては、予定稿の誤掲載であるとされる。
スポーツ大会で試合の結果を速報で伝えるために号外が発行されることがある。例として、FIFAワールドカップ（2002年大会・2006年大会・2010年大会）で『朝日新聞』が各試合ごとに発行した「速報号外」の紙面は、後に『ワールドカップ速報号外集』として縮刷版が発行されている。
2016年リオデジャネイロオリンピック・2018年平昌オリンピック・2020年東京オリンピックで朝日新聞が各試合ごとに発行した号外の紙面は、後にそれぞれ『Rio 朝日新聞号外集 2016』『朝日新聞号外集 2018 平昌』『東京オリンピック 朝日新聞報道号外集』として縮刷版が発行された（こちらは非売品）。また、2018年平昌オリンピックに関連して『読売新聞』が発行した『平昌2018冬季オリンピック報道ダイジェスト ピョンチャンの輝き』にも号外が収録されている。『朝日スポーツキッズ』は、2004年以後柏レイソルのホーム日立台での試合結果を「速報号外」として発行しており、年ごとに『速報号外集』として縮刷版も発行されている。また関連して、北海道・宮城県・関東・愛知県・京阪神・広島県・福岡県では、NPB所属の地元プロ野球チームが優勝した場合に、地元の日刊紙やスポーツ紙が『特別版』などとして県都都心部などでの配布に限られるが号外を発行している。この場合はそこに至るまでの結果等を踏まえて記事本文以外のページを予め作成しておき、優勝決定後記事・写真を入力して直ちに印刷する。
ごく稀ではあるが、1日に複数回号外が発行されることもある。2001年12月1日には『スポーツニッポン』で愛子内親王の誕生と2002 FIFAワールドカップ組み合わせ決定の2度号外が発行された。2024年3月16日には北陸新幹線が延伸開業したことに伴い、『福井新聞』電子版が福井県内の新幹線新駅から1番列車が発車する度に号外をウェブ上に掲載したため、1日で計4回発行された。
号外を発行する目的は、前述にもあるように突発的な出来事を速やかに周知するためである。しかしスマートフォンが普及した現在ではその役目は事実上なくなりつつあり、記念に残すために手に入れることが多くなった。あまり好ましくないことだが、フリマアプリやインターネットオークション等への転売を目的にする人もいる。

## 配布
| 号外の配布風景（2010年6月2日、東京・銀座4丁目交差点） |  | 号外の配布風景（2010年6月2日、東京・銀座4丁目交差点） |
| 号外の配布風景（2010年6月2日、東京・銀座4丁目交差点） |  |                                                       |

社名入りの腕章をはめた「号外班」と呼ばれる配布員が、主要な駅前や繁華街など人出の多い場所で、号外が出たことを告知しながら、希望する人達に配布するスタイルが一般的である。号外班は、新聞社の社員や関連会社の社員、系列の新聞販売店の店員で構成され、主要駅前等以外の場所では新聞販売店が自店の担当区域内で配ることもある。発行が夕刊配達時と重なった場合は販売店の応援を頼めないため社員で配るしかなく、1976年9月9日夕方の毛沢東死去時の号外では総務の社員まで駆り出して配った社もあったという。
全国的に配布することが多いが、内容によっては地域を限定して配布することがある（プロ野球がリーグ優勝や日本一になったとき、当該球団の地元のみで配布など）。
かつては受け取るまで内容がわからないように裏返しで配布されたといわれるが、近年は通常そのような配り方はされていない。
電子的な情報伝達手段が発達した1990年代〜2000年代以降では、街頭の電光掲示板や携帯電話向けのニュース配信サービス等の普及により、号外の意義や速報性などの優位性は急速に低下してきていたが、一方で大規模災害などにより電源が途絶した状況下では電子的な情報伝達手段を用いることが困難となるため、号外の役割が再認識されるようになっている（後述）。また制作手段に電子機器を用い印刷・製版技術も機械で自動化されることで、号外発行までの時間が大幅に短縮され、速報性を取り戻しつつある。
テレビ報道では号外の配布風景そのものをニュース素材としてテレビクルーが撮り、「号外が出たという事実」を当該ニュースの社会的重大性を印象付ける指標として用いることが、しばしば行われている。

## 紙面
通常の新聞とは異なり、特定のニュースのみを報道する目的で発行されるため、2ページないし多くて4ページとなるのが大半で、片面のみの印刷である場合もある。また緊急性を重要視する性質上、社告（主に購読申込のフリーダイヤル）以外の広告は掲載されない事が多いが、スポーツ等の号外の場合は稀に広告が入ることもある。本紙に比べて見出しや本文の文字が大きいことも多い。
まれなケースとして、同じ日に重大な事件が2件発生した際に、2つのニュースを両面で掲載する号外が発行されたことがある（2009年11月10日、市川英国人女性英会話講師殺害事件の容疑者逮捕と俳優の森繁久彌死去の時）。
『読売新聞』の号外は、2000年代以降、終面は『ジャパン・ニューズ』（旧：デイリー・ヨミウリ）の編集による英語の号外になっている。また『朝日新聞』の号外は、終面が『ヘラルド朝日』編集による英語の号外になることが多い。
また以前は鉄道・航空・船便輸送が主（現在も離島や山間部では空輸か船便での配送が主）であり、遠隔地の現地印刷がなかったころ、朝刊の早版地域では締め切りが18 - 19時台であるため、プロ野球のナイター、あるいは国政選挙の即日開票の結果がまともに掲載できないことを配慮して、新聞社がそれら遠隔地の読者に対応するための「速報号外」を販売店にファクシミリ電送して、本編に織り込んで配達したこともあった。

## 歴史

### 日本における創始
洋学者の柳河春三が1868年に江戸で発刊（同年終刊）した『中外新聞』は日本人発行の初の本格的新聞と評されるが、5月16日（7月5日）、前日の上野戦争の戦況を報じた特別版を『別段中外新聞』と題して発行した。これが日本初の号外とされる。「別段」とは本紙の別刷り付録と号外速報の意味である。
当初は、当日付けの新聞（当時は午前版=朝刊だけだった時代であるときや、現在の朝・夕刊の概念にほとんど近い「午前版・午後版」などだった）の発行後に重大なニュースがあったとき、本編に小さな紙を印刷して糊付けする「貼り付け号外」と呼ばれるものが主体だったが、1876年3月2日、『東京日日新聞』（現：毎日新聞東京本社）が日本で初めて、本編とは別配達・配布扱い（二部紙とほぼ同義。当時は「付録」扱いとも）の号外が配布されるようになった。
報道機関としての社会的地位を確立した新聞は、1880年代後半になると各社間で報道合戦を繰り広げるようになる。1889年2月11日の大日本帝国憲法発布に際して起こった号外合戦は、その最初の大規模な例となった。『朝日新聞』は東京から大阪へ憲法全文を電信で送って号外を出し、『時事新報』は東京から熱海へ電話で記事を送稿した。

### 明治期の戦争報道合戦
日清戦争と日露戦争という二つの対外戦争は特に日本国民の関心が高く、各社の号外合戦は両戦争時に最高潮に達した。戦地が日本国外であるため戦況の情報入手は限られたが、派遣した特派員（従軍記者）からの電信による送稿により、取材力を整えた一部大手紙が速報では優位に立った。
日清戦争での号外合戦は速報を競う争いであったのに対し、日露戦争でのそれは発行回数の争いで、連日の号外発行となることも珍しくなく、中には1日に5回発行した社もあった。『大阪毎日新聞』（現：毎日新聞）は日露戦争中の約16ヶ月間に498回の号外を発行した。日露戦争中の号外合戦により人々の間で日に何度も新聞を読む習慣ができたことは、『報知新聞』の夕刊発行（1906年10月27日から）の成功につながった。
戦争報道で号外が乱発される中、日清戦争中には「号外売り」という新商売が現れた。彼らは号外を出しそうな新聞社を嗅ぎつけてその前に集まり、号外が出たとたんに数百枚を買い込むや繁華街や近郊へと出向き、買い値を上回る高値で売りさばくというもので、にわかに大金を儲けた者が多かったので人力車夫や建設作業員などから号外売りに転職する者もあったという。

### 大正・昭和戦前期の概況
1924年6月、店員の休養を求める新聞販売店からの要望により、在京の夕刊発行各社は翌7月からの日曜夕刊廃止の申し合わせに調印した。販売店員の休養のために新聞休刊を要請する動きの始まりであるが、この申し合わせには「日曜日に号外を発行する場合には呼売に限り之を販売し読者には配達せざる事。この場合号外の大きさは新聞紙四ッ切大以下として社告以外の広告は之を掲載せざる事」の一項が盛り込まれた。
1926年12月25日、『東京日日新聞』（現：毎日新聞）は大正天皇の崩御を伝える号外の中で、新しい元号は「光文」と制定される模様と報じた。しかし実際の新元号は「昭和」となったため、東日の特ダネは大誤報となった（光文事件）。
日本では1925年に開始されたラジオ放送は、新聞界に大きな影響を及ぼした。初期には両者の関係は協力的で、ニュース番組の原稿は地元の新聞社・通信社から無償提供されていたが、満州事変勃発に際して1931年9月19日に最初の臨時ニュースを放送して以降、放送は速報において常に号外に先んじたため、日本放送協会にニュースを提供していた新聞社・通信社と紛争になり、両者の対立は以後しばらく続くこととなる。
1936年には、二・二六事件や政変などが続き、ほぼ毎日のように号外が発行された。この頃の号外は通常版と異なりフリーの「号外屋」が有料販売していた。各新聞社が号外を発行する際には、発送部が号外屋の元締めに電話を入れ、元締めが声をかけて必要な人員を集めた。号外屋は新聞街の空き地に常時数百人は待機している状況にあり、人手を集める苦労はあまりなかった。号外屋はひとつかみ（約100毎）を20銭から30銭で仕入れると、街に繰り出して鈴や鐘を鳴らしながら売り歩いた。号外屋の有力者は「早紙」をもらえる特権があり大量に売り捌くことができたほか、顔の広いものは株屋や財閥などの大企業、官公庁などに円タクで乗りつけ200部、300部とまとめて売り払うことも行われていた。省線に乗って千葉県や埼玉県、神奈川県に出向いて売り捌くものもおり、新聞社、号外屋ともにそれなりの収益を上げていた。
1937年7月の支那事変勃発以来、各新聞は毎日曜日にも夕刊体裁の号外を発行して戦況を報じた。これは同年9月12日に日曜夕刊が復活（用紙節約のため1938年8月7日から再廃止）するまで続いた。1938年9月1日には新聞用紙供給制限令が施行され、商工省は王子製紙を通じて新聞用紙の供給を絞り、各社は本紙の減ページを迫られた。この用紙統制の結果、号外は用紙難のために発行を封じられ、戦前期における号外合戦は終焉を迎えた。

### 第二次世界大戦中
1941年12月8日の第二次世界大戦・太平洋戦争開戦時に発行された号外は、各紙とも小さな紙面であった。
1944年5月には、政府の「要請」または「承認」があった場合に限り、『朝日』『毎日』『読売報知』『東京』『日本産業経済』の在京5社による「共同号外」を発行するように定められ、同年6月16日に朝日新聞社の編集による八幡空襲とサイパンの戦いを報じる「共同号外」が発行された。同日、朝日新聞社は「第二号外」を制作したが、政府の許可が下りずゲラ刷りのみで発行中止となった。

### ロッキード事件
第二次世界大戦終戦後、用紙の心配がなくなった新聞界は再び大事件の折に号外合戦を繰り広げるようになったが、それが戦後最も活発に行われたのは1976年のロッキード疑獄事件の時であった。
6月22日の元丸紅専務・大久保利春逮捕時は『朝日新聞』が京浜地区と京阪神地区で発行、7月8日の全日本空輸社長・若狭得治逮捕時は『毎日新聞』『読売新聞』がともに4本社で発行、7月13日の元丸紅社長・檜山廣逮捕時は『毎日』『読売』の4本社と『東京新聞』が発行。朝日新聞大阪本社の号外発行は1970年のよど号ハイジャック事件以来、朝日新聞東京本社と毎日新聞社の号外発行は1974年の三菱重工ビル爆破事件以来、読売新聞社の号外発行は1973年のドバイ日航機ハイジャック事件以来のことであった。
そして7月27日の前内閣総理大臣・田中角栄逮捕時には、『朝日』『毎日』『読売』は統合版地域にも号外を空輸して配布するなど、部数・エリアとも空前の規模で発行したほか、各在京紙をはじめ地方紙も24紙が号外を発行した。
その後も東京都内では、8月20日の元運輸政務次官・佐藤孝行逮捕時には『毎日』が、8月21日の元運輸大臣・橋本登美三郎の任意出頭・逮捕時には『朝日』『毎日』『読売』『東京』が号外を発行した。そして9月9日には中国共産党主席・毛沢東死去のニュースで『朝日』『毎日』『読売』『東京』が号外を発行し、この年の夏は戦後最大の号外ラッシュとなった。
事件から7年後の1983年10月12日に開かれた田中角栄の第一審判決公判（丸紅ルート）で、田中に懲役4年・追徴金5億円の実刑判決が言い渡された際も、各新聞社はただちに号外を発行している。

### 昭和天皇崩御
1989年1月7日の昭和天皇崩御のニュースは、朝刊配達後の8時台に一報が流れたため、各新聞社はただちに号外を発行した。この時は全国で115の新聞社が号外を発行した。日本新聞協会加盟83社の合計で約2000万部の号外が発行され、ロッキード事件をはるかに超える規模の号外報道となった。

### 阪神・淡路大震災
1995年1月17日の5時46分に発生した兵庫県南部地震（阪神・淡路大震災）のニュースは、朝刊配達中に一報が流れたため、各新聞社は同日7時までに、ただちに号外を発行した。地元紙の『神戸新聞』は震災発生直後に号外が発行された後、新聞制作システムが使用不能となり京都新聞に紙面制作を委託して新聞の発行が続けられた。

### オウム真理教事件
オウム真理教による一連の事件でも、号外が発行された日は少なくなかった。1995年3月20日に発生した地下鉄サリン事件の一報が流れた際、各新聞社はただちに号外を発行した。地下鉄サリン事件発生から2日後の3月22日にオウム真理教の全施設が強制捜査に入った際や、同年5月16日に教祖の麻原彰晃（松本智津夫）が逮捕された際も、各新聞社は号外を発行している。

### イラク戦争
日本時間の2003年3月20日午前、2001年9月11日に発生したアメリカ同時多発テロ事件の報復として、アメリカ合衆国などの多国籍軍がイラク共和国に空爆を開始したのに始まったイラク戦争勃発の際、各新聞社はただちに号外を発行した。イラク戦争関連では、同年11月29日に発生したイラク日本人外交官射殺事件の際にも号外を発行している。さらに、同年12月14日夜、元イラク大統領のサッダーム・フセインが多国籍軍によって身柄を拘束された際、日本のメディアでも大きく伝えたが、翌日の朝刊が新聞休刊日であったため、翌12月15日の朝、一部新聞社は、特別号外としての形でフセイン逮捕の記事を伝える号外を4ページで発行した。逮捕から3年後の2006年12月30日、フセインの死刑執行の際にも各新聞社は号外を発行している。

### 東日本大震災
2011年3月11日の15時前に発生した東北地方太平洋沖地震（東日本大震災）の一報が入った際、各新聞社はただちに号外を発行した（号外は一般に後日入手が困難なのだが『朝日新聞』は特別縮刷版にも綴じ込んでいる）。これによって引き起こされた福島第一原子力発電所事故についても号外が発行されている。
被災地の地方新聞の中には地震と大津波によって新聞の発行が困難になったところもある中、『石巻日日新聞』は水難を免れたロール紙を紙面大に切り出して油性ペンで手書きする形で号外を製作し、壁新聞の形で避難所に掲示した。6日間にわたって発行された手書き号外はニュース・ジャーナリズム博物館ニュージアムで永久保存されることとなり、さらにこの活動に対して国際新聞編集者協会から特別褒賞が贈られている。

### 2020年夏季オリンピックの開催地決定
日本時間の2013年9月8日（現地時間では7日）、ブエノスアイレスで開かれた第125次IOC総会において2020年夏季オリンピックの開催都市が東京に決定した際、各新聞社はただちに号外を発行した。当日は日曜日で夕刊はなく、翌9日は多くの社で新聞休刊日であったため、『毎日新聞』『読売新聞』『産経新聞（東京本社版）』『秋田魁新報』『岐阜新聞』『新潟日報』『大分合同新聞』は8日朝〜昼に特別号外の形で購読者に宅配した。他にも多くの社が号外を街頭配布したり、PDF号外や張り出し号外を発行するなどして対応した。
特に『読売新聞』の発行したものは、号外としては異例の全16ページ・全面カラーで、協賛16社の広告も入っており、発行部数は3本社の計で842万2000部に達した。『毎日新聞』発行版は全4ページで、5本・支社が49万9800部を発行。『朝日新聞』発行版は全4ページで5本・支社が26万7970部を発行。『産経新聞』発行版は全4ページで、終面は『サンケイスポーツ』の編集によるものであり、2本社が7万部を発行。『東京新聞』発行版は全4ページで、5万5000部を発行。

### パリ同時多発テロ
2015年11月13日のパリ同時多発テロ事件は、11時間もあった時差の関係でちょうど昼間だったことから、日本でも直ちに号外が発行された。

### 新元号「令和」発表
2019年4月1日、同年5月1日の天皇退位に伴い制定される新元号が「令和」と発表された際、各新聞社はただちに号外を発行した。『読売新聞』は約103万部、『朝日新聞』は約20万部を発行した。また、発行された号外を巡って奪い合いが起き、大阪駅前では救急車が出動する事態となった。インターネットオークションでは、本来無料のはずの号外に2000円もの値がつく例も見られた。

### 2020年東京オリンピック
自国開催であり、史上最大のメダルラッシュとなった2020年東京オリンピックでは、メダリストの出身地の地方紙や全国紙はもちろん、市町村の広報紙まで号外を発行した。
しかし、新型コロナウイルスのパンデミックとそれにともなう緊急事態宣言の影響により、人の密集を招きかねない街頭での配布は自粛されるケースが多く、街頭・商業施設への張り出しやコンビニ・新聞社での配布、オンライン上でのPDFファイルの公開（『読売新聞』、『琉球新報』など）によって代替されていた。
また、『毎日新聞』のように、商業施設に大々的に配布スペースを設けてPRする新聞社もあった。

### 2025年参議院選挙
2025年7月、第27回参議院議員通常選挙が行われた直後の7月23日、自由民主党の大敗を受けて読売新聞は「石破首相退陣へ」とする見出しを掲げた号外を発行したが、同日、石破茂首相自らこれを否定。誤報となった。報道後、一部の官邸スタッフは、読売新聞とインターネットで退陣に関する記事を配信した毎日新聞を出入り禁止にした。

## 特別号外
新聞休刊日に突発的な事件、事故、災害等が起こった場合には、通常の配布向け号外が発行されるだけでなく、宅配向けに「特別号外」が発行される場合がある。一例として、2006年10月9日の北朝鮮の地下核実験の際は、当日は祝日（体育の日）で夕刊はなく、翌10日は休刊日であったが、『読売新聞』と『日本経済新聞』は10日朝に特別号外を発行して宅配した。
宅配向け以外で特別号外と称する場合もあり、『岩手日報』は東日本大震災が起きた3月11日に12ページの特別号外を2012年から毎年全国各地で配布している。東京・京都・松山の3都市に毎年配布しているほか、大きな災害等があった地域の県庁所在地においても街頭などで配布されている。2019年3月11日には、特別号外を19,240部発行し、東京や札幌、岡山、広島、松山など7都市で配布した。2020年3月11日の特別号外は東京のほか、長野、京都、松山、那覇の5都市で配布している。
なお、当該特別号外は配布先となる各県の新聞社のホームページでも無料公開されている。

## 電子媒体の号外
インターネットの普及した1990年代以降、新聞社によっては、印刷配布された号外と同じ紙面イメージが社のウェブサイトにてPDF形式で公開されている（電子号外、PDF号外）。過去に発行された電子号外の公開をそのまま続けている社もある（例として『中日新聞』、『信濃毎日新聞』、『北日本新聞』など）。またインターネット版の新聞（電子新聞）の配信サービスを開始している一部の新聞社では、これら配信サービス向けにも電子号外が配信される。
特殊な事例として、電子号外でのみ発行されたものを、紙面で保存したいという読者の声に応じて、朝刊の1面を割いて掲載した事例もある（佐々木朗希の完全試合を伝える千葉日報の記事。日付も号外発行日のままであった）。
電子号外ではないが、一部の新聞社は緊急ニュースを携帯電話のメールアドレスに配信するサービスを行っており、これを「号外メール」などと称しているケースもある。

## 縮刷版
1868年〜1995年に日本で発行された主要な号外の紙面を収録した書籍『「号外」シリーズ 1868〜1995』が全12巻で1995年〜1997年に大空社から発行されている。
2008年には重大事件を報じた号外の紙面とその解説を掲載した『号外でわかる日本近代史 厳選100枚で振り返る激動の130年』（監修：羽島知之、編著：ベストブック編集部。ISBN 978-4-8314-0120-5）がベストブックから発行されている。
読売新聞社が1995年に『読売新聞号外に見る戦後50年』（ISBN 4643950765）を発行。読売新聞の子会社・読売プラスは『読売新聞』・『スポーツ報知』の号外を縮小印刷したものをまとめて販売している。
朝日新聞社が2015年に『朝日新聞号外選 1879年〜1998年』をAmazon.co.jpで発売したほか、2013年に『朝日新聞 創刊135周年記念 号外縮刷版』、2018年に『朝日新聞 平成号外集 創刊140周年記念』、2021年に『朝日新聞 報道号外集 〜平成から令和へ〜』を発行した。
また、全国のコンビニエンスストアに設置されているマルチコピー機で『日刊スポーツ』の過去の号外を印刷できるサービスがある。

## その他
- 2025年時点では、航空法により航空機から物資を投下することは原則禁止されている[55]が、1959年時点では、航空機で号外を遠隔地へ輸送し、高等学校のグラウンドなどに投下することが行われていた（1959年に産業経済新聞社機が故障で墜落した事例あり）[56]。
- 2019年に、福島県で震災復興を後押しするための「ももいろクローバーZによるコンサート開催」が決定した際に、『福島民報』と『北日本新聞』が、新聞史上初の二紙合同による号外を作成したことがある[57]。
- 新聞休刊日の翌日、即ち家庭に配達する朝刊が休刊となる日には、一部[注釈 9]を除く各スポーツ紙と『SANKEI EXPRESS』（首都圏）が、キヨスクなどの鉄道駅・船舶・空港ターミナルやコンビニエンスストア向け即売用の特別号を発行するが、これも通常版の号数にはカウントしないため事実上の号外扱いである。
- 街頭配布の広告チラシにおいて、新聞の号外を模したデザインが採用されることがある。一例として、ソフトバンクモバイルが2006年10月24日に配布した携帯電話契約の料金プラン「予想外割」のチラシで、架空の新聞の号外という体裁が採られた[58]。2019年4月1日、新元号が「令和」と発表された際、森永製菓は新聞の号外を模したパッケージデザインがされた「号外ハイチュウ」を1000本、東京・渋谷駅前で配布した[59]。実際の新聞社が配布する場合もある。一例として、産経新聞社は2015年4月21日に東京都新宿区で映画『THE NEXT GENERATION パトレイバー 首都決戦』の公開直前イベントの一環として約2万部の「広告号外」を配布した[60]。